# Drama v Moskve
Drama v Moskve (ryska: Драма в Москве, fritt översatt: Drama i Moskva) är en rysk drama-stumfilm från 1909, regisserad av Vasilij Gontjarov.

## Rollista
- Pjotr Tjardynin
- Aleksandra Gontjarova